# Haploskupina
Haploskupina (grčki: ἁπλοῦς, haploûs, "jednostavan, jedan") je skup sličnih haplotipova koji dijele zajedničkog pretka s istom SNP mutacijom. Zbog toga što se haploskupina sastoji od sličnih haplotipova moguće je predvidjeti haploskupinu prema haplotipovima. SNP test određuje i utvrđuje haploskupinu. Haploskupinama su pridijeljena slova abecede a podskupine su označene dodatnim slovima i brojevima. Y-DNK i mitohondrijska DNK se drugačije označavaju. Haploskupine mogu pokazivati podrijetlo koje se mjeri tisućama godina unatrag.
Podrijetlo po muškoj liniji se gleda kroz Y-kromosom (Y-DNK) dok se kod žena gleda mitohondrijska DNK (mtDNK). Y-DNK se prenosi s otca na sina dok se mtDNA prenosi s majke na kći, ali i na sina. Y-DNK i mtDNK se mogu promijeniti jedino slučajnim mutacijama.

## Muške haploskupine (Y-DNK)
- Skupine s mutacijom M168
  - Haploskupina A (M91) (Afrika, osobito Khoisani, Etiopija i puk uz Nil)
  - Haploskupina B (M60) (Afrika, osobito Pigmeji i Hadzaba Bušmani)

- Skupine s mutacijom M168

(mutacija M168 se zbila prije 50 000 godina)
- - Haploskupina C (M130) (Oceanija, Sjeverna/Središnja/Istočna Azija, Sjeverna Amerika i značajna nazočnost u Indiji)
  - Haploskupina F (M89) (Oceanija, Europa, Azija, Sjeverna i Južna Amerika)
  - YAP+ haploskupine
    - o Haploskupina DE (M1, M145, M203)
    - + Haploskupina D (M174) (Tibet, Japan, Andamanski i Nikobarski otoci)
    - + Haploskupina E (M96)
      -         1. Haploskupina E1b1a (M2) (Afrika); prethodno poznata kao E3a
        2. Haploskupina E1b1b (M35) Istočna Afrika, Sjeverna Afrika, Srednji Istok, Sredozemlje, Balkan; prethodno poznata kao E3b

- Skupine s mutacijom M89

(mutacija M89 se zbila prije 45 000 godina)
- - Haploskupina F (P14, M213) (južna Indija, Šri Lanka, Kina, Koreja)
  - Haploskupina G (M201) (nazočna među mnogim narodima na području Euroazije, najčešće u malim količinama; najčešća je na Kavkazu, Iranskoj visoravni i Anatoliji; u Europi je nalazimo pretežno u Grčkoj, Italiji, Iberiji, Tirolu i Bohemiji, izuzetno rijetko u Sjevernoj Europi)
  - Haploskupina H (M69) (Indija, Šri Lanka, Nepal, u malim količinama je ima u Pakistanu, Iranu, Srednjoj Aziji i Arabiji)
  - Haploskupina IJK (L15, L16)

- Skupine s mutacijama L15 & L16
  - Haploskupina IJK (L15, L16)
    - o Haploskupina IJ (S2, S22)
      - + Haploskupina I (M170, P19, M258) (širom Europe, malo nazočna u dijelovima Bliskog Istoka, drugdje ne postoji)
        -           1. Haploskupina I1 (M253, M307, P30, P40) (Sjeverna Europa)
          2. Haploskupina I2 (S31) (Srednja i Jugoistočna Europa, Sardinija)

      - + Haploskupina J (M304) (Srednji Istok, Turska, Kavkaz, Italija, Grčka, Balkan, sjeverna i sjeveroistočna Afrika)
        -           1. Haploskupina J* (Sokotra, u malim količinama u Pakistanu, Omanu, Grčkoj, Češkoj te među Turkijskim narodima)
          2. Haploskupina J1 (M267) (Semiti na Bliskom Istoku, Etiopija, Sjeverna Afrika, sjevernokavkaski narodi u Dagestanu; J1 s DYS388=13 se povezuje s istočnom Anatolijom)
          3. Haploskupina J2 (M172) (Zapadna Azija, Središnja Azija, Južna Azija, Južna Europa i Sjeverna Afrika)

    - o Haploskupina K (M9, P128, P131, P132)

- Skupine s mutacijom M9

(mutacija M9 se zbila prije 40 000 godina)
- - Haploskupina K
    - o Haploskupina L (M11, M20, M22, M61, M185, M295) (Južna Azija, Srednja Azija, Jugozapadna Azija, Sredozemlje)
    - o Haploskupina MNOPS (rs2033003/M526)
    - o Haploskupina T (M70, M184/USP9Y+3178, M193, M272)

- Skupine s mutacijom M526
  - Haploskupina MNOPS (rs2033003/M526)
    - o Haploskupina M (P256) (Nova Gvineja, Melanezija, istočna Indonezija)
    - o Haploskupina NO (M214)
      - + Haploskupina N (M231) (najsjevernija Euroazija, osobito među uralskim narodima)
      - + Haploskupina O (M175) (Istočna Azija, Jugoistočna Azija, Južni Pacifik, Južna Azija, Srednja Azija)
        -           1. Haploskupina O1 (MSY2.2)
          2. Haploskupina O2 (P31, M268)
          3. Haploskupina O3 (M122)

    - o Haploskupina P (M45, 92R7, M74/N12) (M45 se zbila prije 35 000 godina)
      - + Haploskupina Q (MEH2, M242, P36) (Zbila se prije 15 000-20 000 godina. Nađena u Aziji i Amerikama.)
        -           1. Haploskupina Q1a3a (M3) (Sjeverna Amerika, Srednja Amerika, Južna Amerika)

      - + Haploskupina R (M207)
        -           1. Haploskupina R1 (M173)

          - Haploskupina R1a (M17) (Srednja Azija, Južna Azija, Srednja, Sjeverna i Istočna Europa)
          - Haploskupina R1b (M343) (Europa, Kavkaz, Srednja Azija, Južna Azija, Sjeverna Afrika, Središnja Afrika)

          1. Haploskupina R2 (M124) (Južna Azija, Kavkaz, Srednja Azija)

    - o Haploskupina S (M230, P202, P204) (Nova Gvineja, Melanezija, istočna Indonezija)

- Skupine s mutacijom M70
  - Haploskupina T - (Sjeverna Afrika, Rog Afrike, jugozapadna Azija, Sredozemlje, južna Azija), prethodno poznata kao K2

## Ženske haploskupine (mtDNK)
1. Subsaharska Afrika: L0, L1, L2, L3, L4, L5, L6, L7
2. Zapadna Euroazija: H, T, U, V, X, K, I, J, W (sve potječu od objedinjujuće haploskupine N)
3. Istočna Euroazija: A, B, C, D, E, F, G, Y (C, D, E, i G pripadaju objedinjujućoj haploskupini M)
4. Indijanci: B, C, D, X
5. Australo-Melanezija: P, Q, S

## Hrvatska
(na uzorku većem od 100)
- Y-DNK
  - I2a - 42%
  - R1a - 29%
  - R1b - 8%
  - I1 - 8%
  - E1b1b - 6%
  - J2 - 3,5%
  - T(+L) - 1,5%
  - G2a - 1%
  - I2b - 1%

- mtDNK
  - H - 44%
  - U - 14%
  - J - 10%
  - T - 7,5%
  - V - 5%
  - K - 5%
  - W - 3,5%
  - I - 3%
  - X2 - 1%
  - ostalo - 6,5%